# Kathrin Passig
Kathrin Passig (nacida el 4 de junio de 1970) es una escritora alemana.

## Biografía
Passig nació en 1970 en Deggendorf, un pequeño pueblo de la Baja Baviera. Es editora y programadora del blog "Riesenmaschine"  que recibió el Grimme Online Award 2006, otorgado por  Adolf-Grimme-Institut. El mismo año, su cuento "Sie befinden sich hier" ("Usted está aquí") le valió el Premio Ingeborg Bachmann.  Uno de sus libros más exitosos es "Lexikon des Unwissens - Worauf es bisher keine Antwort gibt" ("Enciclopedia de la ignorancia - Todo lo que no sabemos hasta ahora") publicado por Rowohlt en 2007.
También trabaja como traductora, entre sus traducciones se encuentran obras de William Leonard Marshall, Bob Dylan, Jacob Weisberg y Harlan Coben.

## Obras
- con Ira Strübel: La elección del tormento (2000, Rowohlt)
- Estás aquí (2006, trad. Estás aquí de Lucy Powell)
- con Holm Friebe: La próxima gran cosa (2007, Rowohlt)
- con Aleks Scholz: Enciclopedia de la ignorancia (2007, Rowohlt)
- con Ira Strübel: Strübel & Passig. Columnas recopiladas (2007, Criminales)
- con Sascha Lobo : Arreglando las cosas, sin una chispa de autodisciplina (2009, Rowohlt)
- con Aleks Scholz: Perdido. Una guía para principiantes e intermedios (2010, Rowohlt)
- con Aleks Scholz y Kai Schreiber: El nuevo léxico de la ignorancia. (2011, Rowohlt)
- con Sascha Lobo : Internet – bendición o maldición (2012, Rowohlt)
- con Johannes Jander: Programación menos mala (2013, O'Reilly)